# Pernille Svarre
Pernille Svarre Nielsen (19 de noviembre de 1961) es una deportista danesa que compitió en esgrima, pentatlón moderno y triatlón. Ganó una medalla de bronce en el Campeonato Europeo de Triatlón de 1988.

## Palmarés internacional
| Campeonato Europeo | Campeonato Europeo | Campeonato Europeo | Campeonato Europeo |
| Año                | Lugar              | Medalla            | Prueba             |
| ------------------ | ------------------ | ------------------ | ------------------ |
| 1988               | Venecia (Italia)   | Medalla de bronce  | Individual         |